# Маги Стийвотър
Маргарет Стийватър (на английски: Margaret Stiefvater; английско произношение: /ˈstiːvɑːtər/, /STEE|vah|tər/), повече позната с личното си умалително име Маги и издавана в България като Маги Стийвотър (Maggie Stiefvater), е американска писателка (авторка на бестселъри в жанровете фентъзи, юношески роман, разказ) и музикантка (инструменталистка).

## Биография и творчество
Маргарет (Маги) Стийвотър, с рождено име Хайди Стийвотър, е родена на 18 ноември 1981 г. в Харисънбърг, Вирджиния, САЩ. От малка много обича да чете, а от 6 клас се обучава вкъщи. На 16 години променя името си от Хайди на Маргарет. Завършва Университета „Мери Уошингтън“ с бакалавърска степен по история. Докато е в колежа участва в музикалната група „Балинула“, в която свири келтска музика на шотландска гайда, и обикаля с нея страната.
След дипломирането си работи като държавен служител в малък офис. Работа не я удовлетворява и тя решава да промени живота си като се посвети на изкуството. За да се издържа работи като сервитьорка и музикант. От 2006 г. става професионална портретна художничка, специализирана в рисуването с цветни моливи. Прави самостоятелни изложби. Заедно с работата си се опитва да пише.
Първият ѝ фентъзи роман „Ридание“ от поредицата „Книги на феите“ е публикуван през 2008 г.
През 2008 г. участва в сборника с разкази „Merry Sisters of Fate“ заедно с писателките Брена Йованоф и Теса Гратън. По-късно те започват да водят съвместния едноименен блог, в който публикуват кратки разкази и есета.
През 2009 г. е публикуван романът ѝ „Тръпка“ от фентъзи поредицата „Вълците от Мърси Фолс“. Той става бързо международен бестселър и я прави известна.
Произведенията на писателката имат многобройни номинации за различни награди. Има и предложения за екранизацията им.
Заедно с дейността си като писател рисува обложки, свири на различни музикални инструменти (гайда, арфа, флейта, пиано), композира музика и прави трейлъри за представянето на книгите си.
Маги Стийвотър живее със семейството си в долината Шенандоа във Вирджиния.

## Произведения

### Самостоятелни романи
- The Scorpio Races (2011)
- All the Crooked Saints (2017)
- Bravely (2022)

### Серия „Книги на феите“ (Books of Faerie)
1. Lament: The Faerie Queen's Deception (2008)
Ридание: забранената любов на Повелителката на детелините, изд.: Кръгозор, София (2010), прев. Паулина Мичева
2. Ballad (2009)
Балада: гибелната любов на феята, изд.: Кръгозор, София (2010), прев. Паулина Мичева

### Серия „Вълците от Мърси Фолс“ (Wolves of Mercy Falls)
1. Shiver (2009)
Тръпка, изд.: Кръгозор, София (2010), прев. Александър Бакалов
2. Linger (2010)
Копнеж, изд.: Кръгозор, София (2010), прев. Александър Бакалов
3. Forever (2011)
Завинаги, изд.: Кръгозор, София (2011), прев. Александър Бакалов
4. Sinner (2014)

### Серия „Момчетата от академия „Алионби"” (Raven Cycle)
1. The Raven Boys (2012)
Пророчеството на гарвана, изд.: Кръгозор, София (2014), прев. Антоанета Дончева-Стаматова
2. The Dream Thieves (2013)
3. Blue Lily, Lily Blue (2014)
4. The Raven King (2016)

#### Съпътстващи издания
- Opal (2018)

### Серия „Пип Бартлет“ (Pip Bartlett) – сДжаксън Пиърс
1. Pip Bartlett's Guide to Magical Creatures (2015)
2. Pip Bartlett's Guide to Unicorn Training (2017)
3. Pip Bartlett's Guide to Sea Monsters (2018)

### Серия „Мечтателят“ (The Dreamer)
1. Call Down The Hawk (2019)
2. Mister Impossible (2021)
3. Greywaren (2022)

### Графични романи
- Swamp Thing: Twin Branches (2020) - илюстрации на Морган Бийм

### Участие в общи серии с други писатели

#### Серия „Духове на животни“ (Spirit Animals)
2. Hunted (2014)
от серията има още 9 романа от различни автори

### Разкази
- The Hounds of Ulster (2010)
- Non Quis, Sed Quid (2011)

### Сборници
- An Infinite Thread – A Merry Sisters of Fate Anthology (2008) – с Теса Гратън и Брена Йованоф
- Kiss Me Deadly: 13 Tales of Paranormal Love (2010) - с Кейтлин Китридж, Карън Махони, Жюстин Муск, Даниъл Маркс, Даяна Петерфрюнд, Сара Рийс Бренън, Мишел Роуен, Кари Райън, Бека Фицпатрик, Рейчъл Винсънт, Даниъл Уотърс и Мишел Зинк
- The Curiosities: A Collection of Stories (2012) – с Теса Гратън и Брена Йованоф
- The Anatomy of Curiosity (2015) – с Теса Гратън и Брена Йованоф